# 平堯知
平 堯知（ひら/へい たかとも）は、戦国時代から安土桃山時代にかけての武将。能登畠山氏の家臣。

## 略歴
平総知の子ともされるが、川名俊は総知の孫とする。川名によると、父は系図類における平続重（ただし続重の名は同時代史料に見えない）。
祖父・総知は畠山七人衆の一員だったが、天文22年（1553年）12月、同じ七人衆である遊佐続光や伊丹続堅と共に反乱を起こし没落した。その後再編された七人衆に平氏は含まれていない。
永禄9年（1566年）、帰参していた遊佐続光や堯知の叔父の長続連らが主君である畠山義続・義綱父子を追放し、義綱の子の義慶を擁立した。元亀年間（1570–1573年）には「四人衆」が畠山権力を代表しており、遊佐続光・長続連はそれを後見しているが、その四人衆を構成したのが、温井景隆、長綱連、遊佐盛光と堯知だった。
天正5年（1577年）9月、上杉謙信によって七尾城が攻略されると降伏してその家臣となるが（七尾城の戦い）、天正7年（1579年）、温井景隆らと共謀して上杉氏に背き、七尾城を占拠した。しかし天正9年（1581年）3月、織田信長の奉行である菅屋長頼らが能登に入ると、七尾城から撤退した。

## その後
近世の能登国羽咋郡堀松荘（石川県羽咋郡志賀町）には、同地の在地領主とみられる平式部大夫という人物の名が伝わっており、この式部大夫は堯知を指すと推測される。式部大夫の子孫と伝承される町村の武右衛門家は、能登天領の大庄屋を務めた。